# Nav (mixtape)
NAV er den canadiske producer og Rapper, NAV’s kommercielle debutalbum. Albummet blev udgivet den 27. Februar 2017 gennem pladeselskaberne XO og Republic Records. Albummet peakede som nummer 24 på Billboard 200.
| Musik | Spire Denne musikartikel er en spire som bør udbygges. Du er velkommen til at hjælpe Wikipedia ved at udvide den. |